# 沖大幹
沖 大幹（おき たいかん、1964年 - ）は、日本の水文学者、東京大学総長特別参与、東京大学大学院工学系研究科教授、東京大学未来ビジョン研究センター教授、東京大学気候と社会連携研究機構機構長、東京大学地球環境データコモンズセンター長、。水文・水資源学会会長。Earth Commission commissioner。ローマクラブ正会員。Future Earth Governing Council。IIASA Science Advisory Committee。気象予報士。

## 経歴
東京都生まれ、西宮育ち。灘高等学校卒、1987年東京大学工学部土木工学科卒。89年同大学院工学科研究科修士課程修了（工学博士、東京大学）。
- 1989年9月 - 1995年4月　東京大学生産技術研究所助手
- 1993年9月「水文・水資源予測のための大気水循環過程に関する研究」で工学博士
- 1995年5月 - 1997年9月　東京大学講師
- 1997年10月 - 2002年3月　東京大学助教授
- 2002年4月 - 2003年11月　文部科学省大学共同利用機関総合地球環境学研究所助教授
- 2003年12月 - 2006年10月　東京大学生産技術研究所助教授
- 2006年11月 - 2021年3月　東京大学生産技術研究所教授
- 2016年3月　水制度改革議員連盟下部組織の水循環基本法フォローアップ委員会座長
- 2016年6月 - 2017年3月　東京大学総長特任補佐
- 2016年10月 - 2021年9月　国際連合大学上級副学長、国際連合事務次長補[1]
- 2017年4月　東京大学総長特別参与[2]
- 2017年7月　東京大学未来社会協創推進本部連携支援分科会国際連携タスクフォース座長
- 2018年4月 - 2019年3月　東京大学国際高等研究所(UTIAS)サステイナビリティ学連携研究機構(IR3S)教授。
- 2019年4月　東京大学未来ビジョン研究センター教授[3]
- 2020年4月　東京大学大学院工学系研究科教授[4]
- 2022年7月　東京大学気候と社会連携研究機構機構長[5]
- 2023年4月　東京大学地球環境データコモンズセンター長[6]

国土審議会委員なども務める。

## 受賞歴
- 1993年3月　土木学会水工学論文奨励賞
- 1996年5月　土木学会論文奨励賞
- 1998年8月　水文・水資源学会学術賞
- 2000年3月　土木学会水工学論文賞[7]
- 2003年7月　国際水文科学協会Tison Award
- 2006年3月　土木学会水工学論文賞[8]
- 2008年3月　日本学術振興会賞[9]
- 2008年3月　日本学士院学術奨励賞[10]
- 2008年4月　科学技術分野の文部科学大臣表彰 科学技術賞（研究部門）
- 2008年11月　日経地球環境技術賞[11]
- 2009年7月　海洋立国推進功労者表彰(内閣総理大臣賞)[12]
- 2009年8月　水文・水資源学会論文賞
- 2011年7月　日本生体学会生態学琵琶湖賞[13]
- 2013年6月　土木学会出版文化賞[14]
- 2013年9月　水文・水資源学会学術出版賞
- 2013年12月　科学技術への顕著な貢献 2013(ナイスステップな研究者)[15]
- 2014年10月　第10回JICA理事長表彰[16]
- 2014年12月　アメリカ地球物理学連合(AGU)フェロー [17]
- 2015年3月　日本LCA学会 学会賞 論文賞
- 2021年6月　国際水文科学協会国際水文学賞Doogeメダル[18]
- 2022年3月　土木学会第25回水工学論文賞[19]
- 2023年4月　ヨーロッパ地球科学連合(EGU) John Dalton Medal[20]
- 2024年3月　ストックホルム水大賞（Stockholm Water Prize）[21]
- 2024年4月　紫綬褒章[22][23]

## 著書

### 単著
- 『水危機ほんとうの話』新潮選書 2012
- 『東大教授』新潮新書、2014
- 『水の未来--グローバルリスクと日本[24]』岩波新書　2016

### 共編著
- 『川の百科事典』高橋裕,岩屋隆夫,島谷幸宏,寶馨,玉井信行,野々村邦夫,藤芳素生共編 丸善 2009
- 『日本人が知らない巨大市場水ビジネスに挑む 日本の技術が世界に飛び出す!』吉村和就共著 技術評論社 2009
- 『SDGsの基礎: なぜ、「新事業の開発」や「企業価値向上」につながるのか』白田 範史 （編）沖 大幹,小野田 真二,黒田 かをり,笹谷 秀光,佐藤 真久,吉田 哲郎  先端教育機構事業構想大学院大学出版部　2018
- 『The Climate Book』（『気候変動と環境危機』）Greta Thunberg著　3.18 Water Shortages担当　Allen Lane　2022

### 翻訳
- Robin Clarke, Jannet King『水の世界地図』監訳 沖明訳 丸善 2006
- Maggie Black, Jannet King『水の世界地図 刻々と変化する水と世界の問題』第2版 監訳 沖明訳 丸善 2010

### 監修
- 『水の日本地図』沖 大幹 監修,村上 道夫,田中 幸夫,中村 晋一郎,前川 美湖  朝日新聞出版　2012
- 『いま「水」を考える』（全3）岩崎書店　2020

## 参考
- Researchmapページ
- Scopusページ
- J-GLOBAL